# Lista över världsrekord i bancykling
Lista över världsrekord i bancykling omfattar officiella UCI-rekord och inofficiella rekord som ej regleras och mäts av Union Cycliste Internationale, UCI.

## Damer

### Officiella UCI-rekord
| Gren                            | Rekord    | Idrottare                                               | Nationalitet   | Datum            | Evenemang                   | Plats                                | Ref    |
| ------------------------------- | --------- | ------------------------------------------------------- | -------------- | ---------------- | --------------------------- | ------------------------------------ | ------ |
| 200 m tidslopp (flygande start) | 10,029    | Lea Friedrich                                           | Tyskland       | 9 augusti 2024   | Olympiska spelen            | Saint-Quentin-en-Yvelines, Frankrike | [ 1 ]  |
| 500 m tidslopp (flygande start) | 27,063    | Emma Hinze                                              | Tyskland       | 17 augusti 2024  |                             | Berlin, Tyskland                     | [ 2 ]  |
| 500 m tidslopp                  | 32,268    | Jessica Salazar                                         | Mexiko         | 7 oktober 2016   | Panamerikanska mästerskapen | Aguascalientes, Mexiko               | [ 3 ]  |
| 1000 m tidslopp                 | 1.04,497  | Hetty van de Wouw                                       | Nederländerna  | 15 februari 2025 | Europamästerskapen          | Heusden-Zolder, Belgien              | [ 4 ]  |
| Lagsprint (750 m)               | 45,186    | Katy Marchant Emma Finucane Sophie Capewell             | Storbritannien | 5 augusti 2024   | Olympiska spelen            | Saint-Quentin-en-Yvelines, Frankrike | [ 5 ]  |
| Lagsprint (500 m)               | 31,804    | Bao Shanju Zhong Tianshi                                | Kina           | 2 augusti 2021   | Olympiska spelen            | Izu, Japan                           | [ 7 ]  |
| 3000 m individuell förföljelse  | 3.15,663  | Chloé Dygert                                            | USA            | 19 oktober 2024  | Världsmästerskapen          | Ballerup, Danmark                    | [ 8 ]  |
| 4000 m individuell förföljelse  | 4.25,874  | Anna Morris                                             | Storbritannien | 15 februari 2025 | Europamästerskapen          | Heusden-Zolder, Belgien              | [ 9 ]  |
| 4000 m lagförföljelse           | 4.04,242  | Franziska Brauße Lisa Brennauer Lisa Klein Mieke Kröger | Tyskland       | 3 augusti 2021   | Olympiska spelen            | Izu, Japan                           | [ 10 ] |
| Timrekordet                     | 50,267 km | Vittoria Bussi                                          | Italien        | 13 oktober 2023  |                             | Aguascalientes, Mexiko               | [ 11 ] |

### Övriga rekord
| Gren                                      | Rekord    | Idrottare                            | Nationalitet   | Datum           | Evenemang          | Plats                                | Ref    |
| ----------------------------------------- | --------- | ------------------------------------ | -------------- | --------------- | ------------------ | ------------------------------------ | ------ |
| 200 m tidslopp (flygande start, havsnivå) | 10,029    | Lea Friedrich                        | Tyskland       | 9 augusti 2024  | Olympiska spelen   | Saint-Quentin-en-Yvelines, Frankrike | [ 1 ]  |
| 250 m tidslopp (stående start)            | 18,247    | Gong Jinjie                          | Kina           | 2 augusti 2021  | Olympiska spelen   | Izu, Japan                           | [ 12 ] |
| 500 m tidslopp (havsnivå)                 | 32,668    | Emma Hinze                           | Tyskland       | 13 augusti 2022 | Europamästerskapen | München, Tyskland                    | [ 13 ] |
| 3000 m individuell förföljelse (havsnivå) | 3.15,663  | Chloé Dygert                         | USA            | 19 oktober 2024 | Världsmästerskapen | Ballerup, Danmark                    | [ 8 ]  |
| 3000 m lagförföljelse                     | 3.14,051  | Dani King Laura Trott Joanna Rowsell | Storbritannien | 4 augusti 2012  | Olympiska spelen   | London, Storbritannien               | [ 16 ] |
| Timrekordet (havsnivå)                    | 49,254 km | Ellen van Dijk                       | Nederländerna  | 23 maj 2022     |                    | Grenchen, Schweiz                    | [ 17 ] |

## Herrar

### Officiella UCI-rekord
| Gren                           | Rekord    | Idrottare                                            | Nationalitet   | Datum           | Evenemang                | Plats                      |
| ------------------------------ | --------- | ---------------------------------------------------- | -------------- | --------------- | ------------------------ | -------------------------- |
| 200 m (flygande start)         | 9,347     | François Pervis                                      | Frankrike      | 6 december 2013 | Världscupen 2013–14      | Aguascalientes, Mexiko     |
| 500 m (flygande start)         | 24,758    | Chris Hoy                                            | Storbritannien | 13 maj 2007     |                          | La Paz, Bolivia            |
| 1 km                           | 56,303    | François Pervis                                      | Frankrike      | 7 december 2013 | Världscupen 2013–14      | Aguascalientes, Mexiko     |
| Lagsprint                      | 41,871    | Rene Enders Robert Förstemann Joachim Eilers         | Tyskland       | 5 december 2013 | Världscupen 2013–14      | Aguascalientes, Mexiko     |
| 4000 m individuell förföljelse | 4.10,534  | Jack Bobridge                                        | Australien     | 2 februari 2011 | Australiska mästerskapet | Sydney, Australien         |
| 4000 m lagförföljelse          | 3.51,659  | Ed Clancy Steven Burke Peter Kennaugh Geraint Thomas | Storbritannien | 3 augusti 2012  | Olympiska spelen 2012    | London, Storbritannien     |
| Timrekordet                    | 54,526 km | Bradley Wiggins                                      | Storbritannien | 7 juni 2015     |                          | Manchester, Storbritannien |

### Övriga rekord
| Gren                                | Rekord    | Idrottare               | Nationalitet   | Datum            | Evenemang               | Plats                      |
| ----------------------------------- | --------- | ----------------------- | -------------- | ---------------- | ----------------------- | -------------------------- |
| 250 m (stående start)               | 16,984    | Rene Enders             | Tyskland       | 5 december 2013  | Världscupen 2013–14     | Aguascalientes, Mexiko     |
| 1 km (havsnivå)                     | 1.00,082  | Stefan Nimke            | Tyskland       | 5 april 2012     | Världsmästerskapet 2012 | Melbourne, Australien      |
| 1 km madison                        | 54,446    | Ed Clancy George Atkins | Storbritannien | 1 februari 2014  | Revolution Series       | Manchester, Storbritannien |
| Timrekordet (UCI best human effort) | 56,375 km | Chris Boardman          | Storbritannien | 7 september 1996 |                         | Manchester, Storbritannien |